# Znož
Znož is een plaats in de gemeente Zlatar in de Kroatische provincie Krapina-Zagorje. De plaats telt 34 inwoners (2001).